# Том Флори
Томас Флори (6. септембар 1897 - 26. април 1966) био је амерички нападач у фудбал>у. Играо је у првој и другој америчкој фудбалској лиги, освојивши две титуле Националног отвореног купа. Флори је такође био члан мушке фудбалске репрезентације Сједињених Држава на Светском првенству 1930. и 1934. године. Уведен је у америчку Националну фудбалску кућу славних 1986. године.

## Рана каријера
Рођен у Њу Џерзију, у породици италијанских имиграната, Флори је као младић играо фудбал, али служење у морнарици током Првог светског рата одгодило је почетак његове каријере. 1922. Флори је потписао уговор са клубом Harrison S.C. из Америчке фудбалске лиге. Међутим, одиграо је само три утакмице пре него што је напустио овај клуб и почео да игра за American A.A. у аматерској лиги Западни Хадстон.

## Америчка фудбалска лига (АСЛ)
1924. Флори се вратио у АСЛ када је потписао са Providence F.C. Брзо се етаблирао као један од најбољих нападача у лиги. 1928. године започео је сезону са клубом Providence, сада познатим под називом Златне бубе, пре него што је прешао у New Bedford Whalers II. Касније се придружио Fall River F.C.-у, али тим је трајао само пролећну сезону пре него што се удружио са New York Yankees и постао New Bedford Whalers III. 1932. су укупно у финалу Националног отвореног купа победили Stix, Baer and Fuller F.C. са резултатом 8:5. Флори је постигао по један гол у свакој од две утакмице. Упркос овој победи, убрзо су пропали, а одмах потом и цела лига. Флори је потом прешао у Pawtucket Rangers који је ускочио у другу америчку фудбалску лигу. Флори је 1934. године са тимом изгубио у Националном купу. Тада су Rangers напустили АСЛ. Флори је 1941. освојио свој други национални куп када је Pawtucket F.C. савладао Detroit Chrysler, резултатом 8-5, а Флорије постигао један погодак.

## Национални тим
Флори је играо осам утакмица, постигавши два гола, у америчкој репрезентацији од 1925. до 1934. године. У његовој првој утакмици изгубили су у Канади 27. јуна 1925, са 1-0. Други пут, годину дана касније, победили су Канаду са 6:2 у којој је Флори постигао гол. Флори није позван у национални тим за Олимпијске игре 1928. године, већ је био позван на ФИФА светско првенство 1930. године. Том и Џими Даглас били су саиграчи у америчком националном тиму, који је одиграо прегршт мечева 1920-их и наставио да се такмичи у Светском купу 1930. Именован је за капитена тима када су САД прошле у полуфинале, пре него што су изугубиле од Аргентине. Његова последња утакмица за репрезентацију била је у првом колу, када су поражени од Италије на ФИФА Светском првенству 1934. године. Био је последњи играч рођен у 19. веку који је играо на светском купу.
Том се повукао из фудбала и остатак живота провео у Северном Провиденцеу на Род Ајленду. Преминуо је 1966. у 68. години.
Флори је 1986. године уведен у Националну фудбалску кућу славних. 